# Isabel Soler
Isabel Solé Quintana (Barcelona, 1964) es profesora de literatura y cultura portuguesas en la Universidad de Barcelona así como traductora, entre otros, de Jorge Amado, Manuel Rui y Vergílio Ferreira.

## Trayectoria
Nacida en Barcelona, estudió en su ciudad natal; más adelante realizó una larga estancia en Lisboa. Se doctoró en el año 2000 con una tesis sobre el papel del viaje marítimo portugués en el pensamiento y la cultura del Renacimiento tardío. Actualmente es profesora titular de literatura y cultura portuguesas en la Facultad de Filología de la Universidad de Barcelona. 
Su área de investigación principal, dada su elección académica, es la literatura de viajes de los siglos XV, XVI y XVII, y sobre este tema —muy portugués— ha publicado diversos estudios. Sus investigaciones sobre los viajes y las letras portuguesas del Renacimiento, que son las centrales, se han plasmado en obras como El nudo y la esfera (2003), sobre el cambio de modelo espacio-temporal con la navegación moderna, y Los mares náufragos (2004), sobre los naufragios portugueses. En 2011, ha publicado Derrota de Vasco de Gama. El primer viaje marítimo a la India.
Por otra parte, se dedica también al siglo XX portugués: a la literatura generada por el trauma de la guerra colonial y a la literatura biográfica y autobiográfica, concretamente, a partir de la obra de Miguel Torga y de Vergílio Ferreira, desde el año 2003. De este último —uno de los grandes de la literatura de pensamiento de las letras portuguesas contemporáneas— ha traducido diferentes obras narrativas y ensayísticas (En nombre de la Tierra, Invocación a mi cuerpo, Para siempre, Pensar); pero también ha vertido al castellano a un clásico brasileño como Jorge Amado y a Manuel Rui. Recorre en sus enseñanzas contemporáneas el período de la dictadura salazarista, el trauma de la guerra colonial y la Revolución de los Claveles portuguesa.
En esta misma línea de indagación, forma parte del proyecto «Historia y análisis del ensayo literario en España, 1923-1975», de la Facultad de Humanidades de la Universidad Pompeu Fabra, en el que colabora con trabajos comparativos entre las literaturas autobiográficas portuguesa y española.
Es miembro del grupo de investigación «Epistemología Histórica: prácticas científicas y modelos culturales en el Mundo Moderno», vinculada al área de Historia de la Ciencia del CSIC. Actualmente, como investigadora asociada al Instituto de Historia del CCHS («Naturalezas figuradas. Ciencia y cultura visual en el mundo ibérico, ss. XVI-XVIII»), trabaja sobre la presencia portuguesa en Asia, y se centra en la experiencia del viaje oceánico renacentista como una nueva forma de aprendizaje y uso de la crueldad. Asimismo, prepara la edición y traducción del Colóquio dos Simples e Drogas da Índia del Garcia da Orta, médico del Siglo de Oro asimismo vinculado a España.
Es también colaboradora de varias revistas literarias, entre ellas, Cuadernos hispanoamericanos, y la recién creada Artes del ensayo (ISSN 2462-5035).

## Obra
- El nudo y la esfera. El navegante como artífice del mundo moderno (Barcelona, Acantilado, 2003). ISBN 978-84-96136-03-8
- Los mares náufragos (Acantilado, 2004). ISBN 978-84-96136-57-1
- Carta del descubrimiento del Brasil, de Pêro Vaz de Caminha; traducción y prefacio de Isabel Soler (Barcelona, Acantilado, 2008) ISBN 978-84-96834-91-0
- Derrota de Vasco de Gama: el primer viaje marítimo a la India, Álvaro Velho (Acantilado, 2011). ISBN 978-84-15277-26-2
- Magallanes & Co, (Acantilado, 2022). ISBN 978-84-18370-93-9